# 아이티센PNS
주식회사 아이티센PNS(영어: ITCENPNS)는 아이티센글로벌 산하의 핀테크 플랫폼 및 보안 기술 기업이다.

## 역사
2011년 11월 시큐어랜드로 설립하여 2012년 11월 바른소프트기술로 상호를 변경한 후 2015년 최대 주주가 아이티센으로 변경되었으며 상호를 시큐센으로 변경, 2016년에 코넥스 시장에 상장, 2022년 1월 최대주주가 콤텍시스템으로 변경되었다.
2023년 6월 29일, 코스닥 시장에 상장하였다.
2025년 3월 25일, 상호를 시큐센에서 아이티센PNS로 변경함과 동시에 본점을 서울특별시 영등포구 가마산로 343 콤텍빌딩 3층에서 경기도 과천시 과천대로12길 117 (갈현동, 과천펜타원)으로 이전하였다.

### 내용주
1. ↑  코스닥 시장 상장일